# Journées musicales d'automne de Souvigny
Les Journées musicales d'automne de Souvigny (JMA)  sont un festival de musique baroque et classique, créé en 2001 à Souvigny, en Allier (près de Moulins sur Allier). 

## Organisation
Les Journées musicales d'automne de Souvigny se déroulent le week-end commençant le dernier vendredi de septembre et durent trois jours à la prieurale Saint-Pierre-Saint-Paul de Souvigny ainsi qu'en d'autres lieux de la région (Auditorium st-Marc de Souvigny, Moulins, Besson, Saint-Menoux).
L'association Saint-Marc, présidée par M. Philippe Klinge, organise le festival,.
Madeleine Cordez et Rachel Averly assurent la direction artistique du festival depuis 2021.

### Orgue Clicquot
L'orgue de la prieurale de Souvigny est daté de 1783. Son facteur est François-Henri Clicquot,.
Il est classé aux monuments historiques depuis 1975.

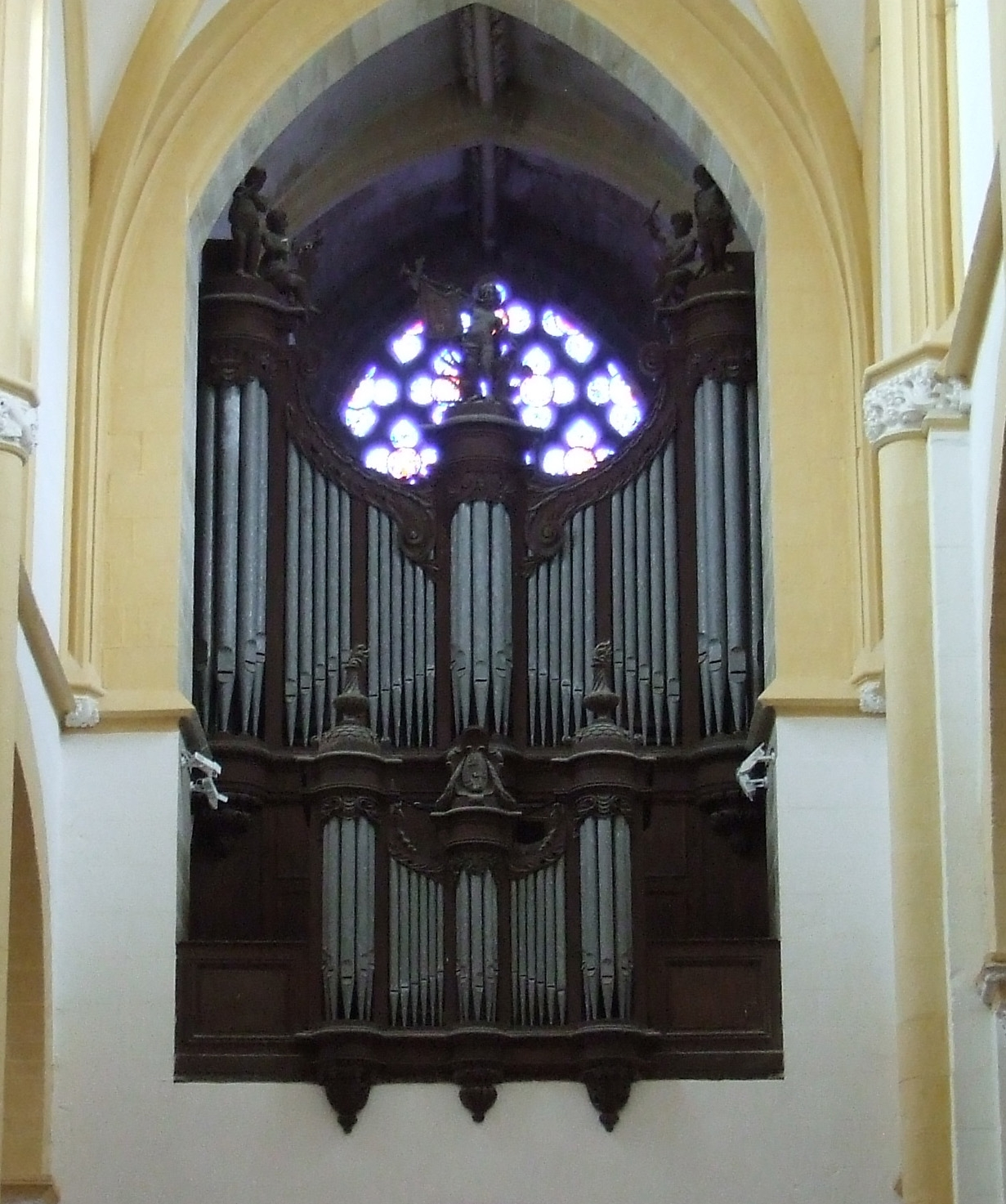
Orgue construit par François-Henri Clicquot en 1783, classé MH
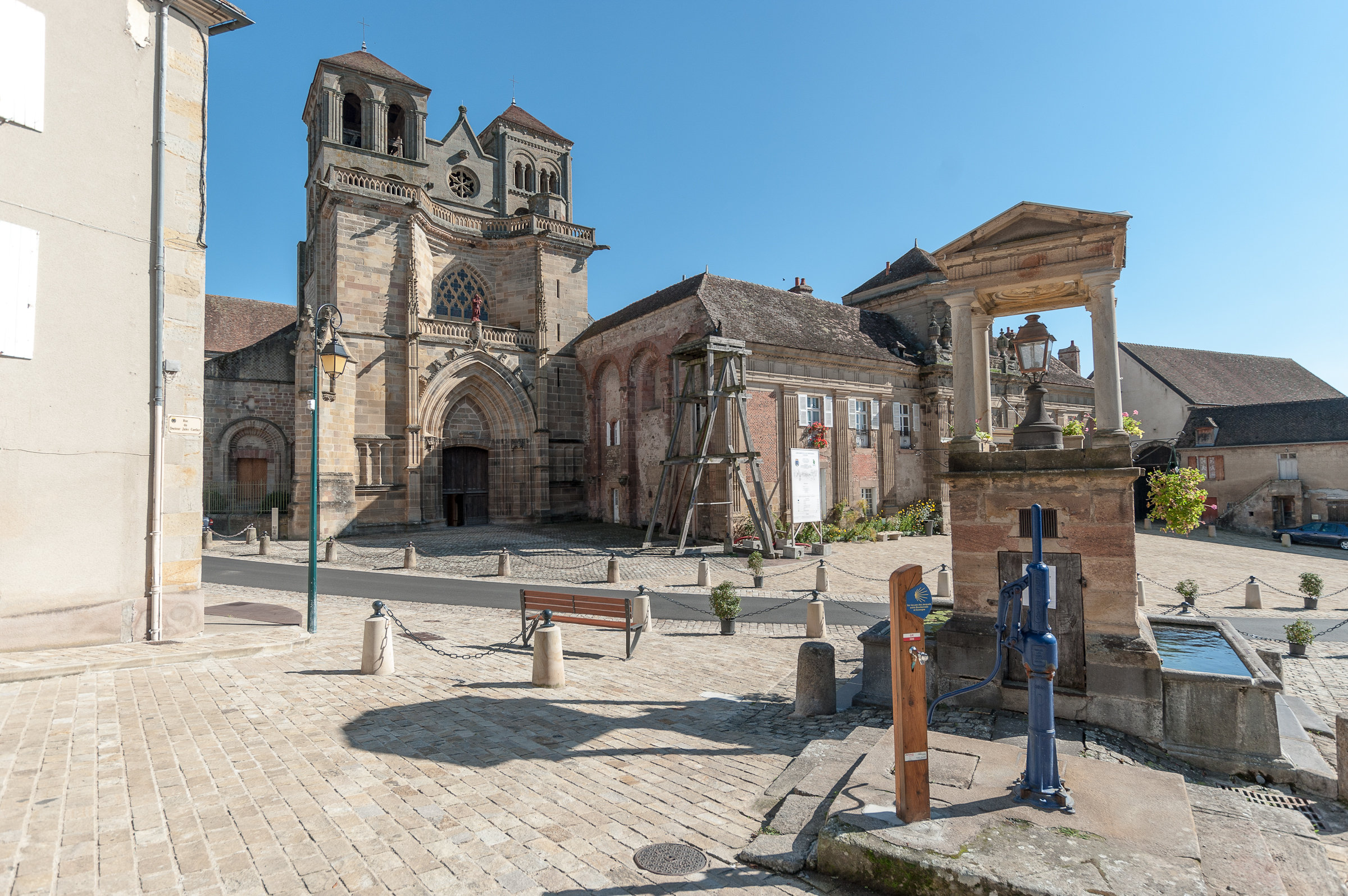
Prieuré Saint-Pierre-et-Saint-Paul de Souvigny
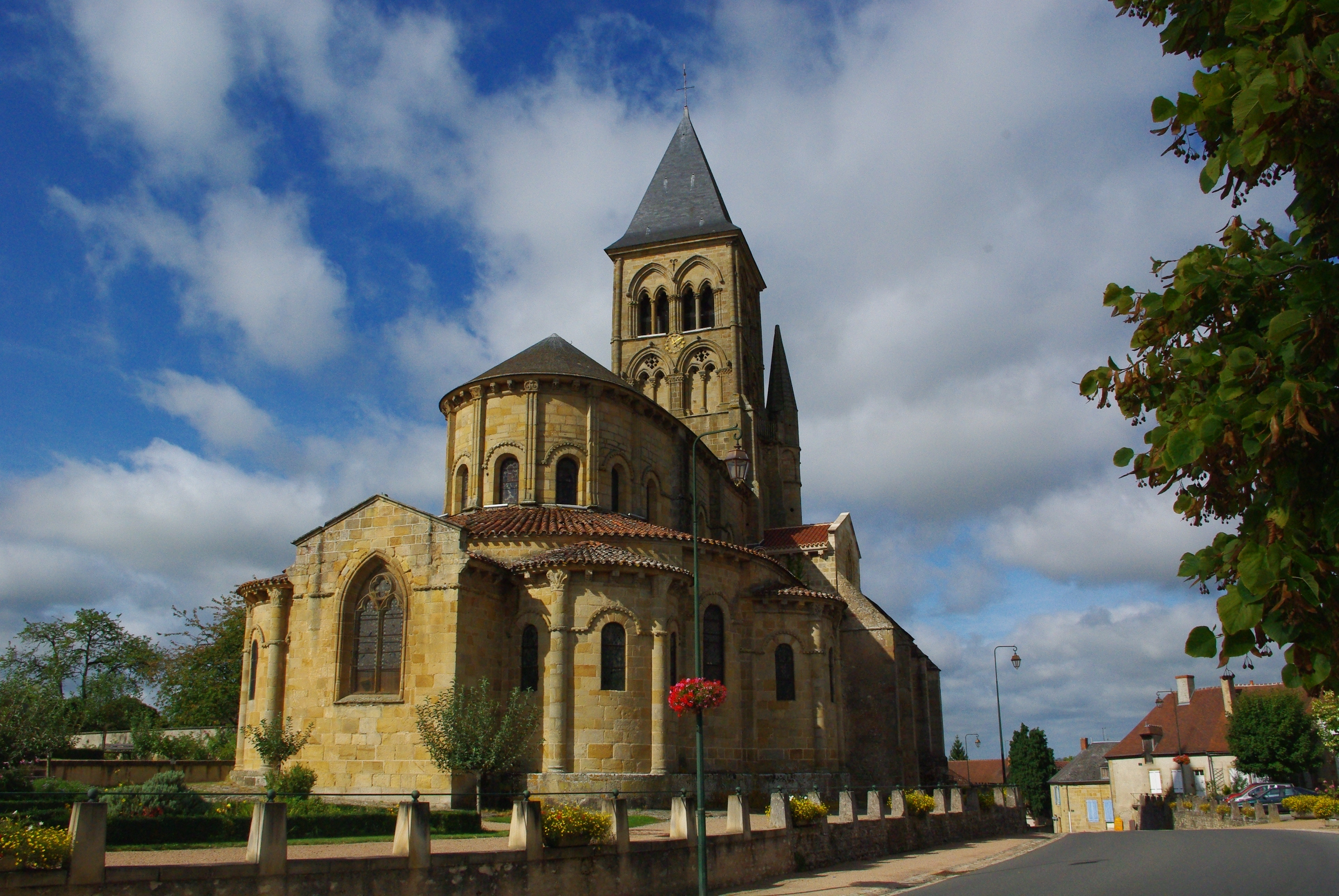
L'église de Saint-Menoux

## Concerts
Le programme est consultable sur https://www.souvigny-festival.com

« Les Journées Musicales d’Automne de Souvigny invitent régulièrement les meilleures formations spécialisées dans l’interprétation «authentique» du répertoire baroque et classique afin que ces concerts offrent une expérience unique qui permet d’entendre ces musiques dans toute leur fraîcheur et toute leur beauté. »